# 황우여
황우여(黃祐呂, 1947년 8월 3일~)는 대한민국의 판사 출신 법조인이자 정치인이다. 1974년 부산지방법원 진주지원 판사로 임용되어 서울형사지법, 민사지법, 서울고법 판사, 대법원 연구관, 춘천지법, 제주지법, 인천지법, 서울가정법원, 서울민사지법 부장판사와 감사원 감사위원 등을 역임했다. 2014년 7월 사회부총리 직무대행 겸 교육부장관, 8월에는 부총리로 승격, 사회부총리 겸 교육부장관을 역임했다.

## 학력
- 1959년 인천송림국민학교 졸업
- 1962년 인천중학교 졸업
- 1965년 제물포고등학교 졸업
- 1969년 서울대학교 법과대학 법학 학사
- 1970년 서울대학교 사법대학원 법학 석사
- 1982년 서울대학교 대학원 헌법학 박사

## 경력
- 1974년 2월~1974년 8월: 부산지방법원 진주지원 판사
- 1974년 9월~1977년 1월: 서울형사지방법원 판사
- 1977년 1월~1979년 8월: 서울민사지방법원 판사
- 1978년 5월~1979년 10월: 독일 교육파견
- 1979년 9월~1980년 9월: 서울지방법원 영등포지원 판사
- 1980년 9월~1981년 7월: 청주지방법원 제천지원장
- 1981년 8월~1982년 3월: 서울민사지방법원 판사
- 1981년 9월~1982년 3월: 서울지방법원 의정부지원 파견
- 1982년 3월~1984년 8월: 서울고등법원 판사
- 1984년 9월~1985년 8월: 대법원 재판연구관
- 1985년 9월~1987년 4월: 춘천지방법원 부장판사
- 1987년 5월~1989년 2월: 제주지방법원 부장판사
- 1989년 3월~1990년 2월: 인천지방법원 부장판사
- 1990년 3월~1991년 2월: 서울지방법원 남부지원 부장판사
- 1991년 2월~1992년 8월: 서울가정법원 부장판사
- 1992년 8월~1993년 3월: 서울민사지방법원 부장판사
- 1993년 3월~1996년 2월: 감사원 감사위원
- 1993년 3월~1996년 2월: 감사원 부정방지대책위원회 의원
- 2014년 8월~2014년 11월: 사회부총리 직무대행 겸 교육부 장관
- 2014년 11월~2016년 1월: 사회부총리 겸 교육부 장관
- 인천송림초등학교 총동창회장
- 인천중학교 총동창회 부회장
- 제물포고등학교 총동창회 부회장
- 한일청소년연맹 총재
- 한일의원연맹 회장
- 여의도연구원 이사장
- 용인대학교 석좌교수
- 서울대학교 총동창회 부회장
- 서울대학교 총동창회 고문
- 황우여법률사무소 변호사
- 황앤씨로펌 대표 변호사
- 미래한국 편집위원회 편집고문
- 국민의힘 상임고문
- 국민의힘 전당대회 선거관리위원회 위원장
- 사단법인 훈민정음탑건립조직위원회 대표조직위원장
- 국민의힘 인천을 살리는 선거대책위원회 선거대책위원장단 명예선거대책위원장
- 국민의힘 인천광역시당 상임고문
- 김기현 이기는 캠프 상임고문
- 한국안전리더스포럼포럼 고문변호사
- 제22대 국회의원선거 국민의힘 인천선거대책위원회 명예공동선거대책위원장
- 국민의힘 북한인권 및 탈·납북자위원회 고문
- 2024년 5월~2024년 7월: 국민의힘 비상대책위원장
- 2024년 5월~2024년 7월: 여의도연구원 이사장
- 2025년 4월~2025년 5월: 제21대 대통령 선거 국민의힘 대통령 후보경선 선거관리위원회 위원장
- 2025년 5월~2025년 6월: 제21대 대통령 선거 국민의힘 김문수 대통령 후보 공동 선거대책위원장
- 2025년 5월~2025년 6월: 국민의힘 이재명 방탄 독재 저지 투쟁위원회 고문
- 2025년 7월~2025년 8월: 국민의힘 당대표 및 최고위원 선출을 위한 중앙당 선거관리위원회 위원장

## 의정 활동
- 1996년 5월 30일 ~ 2000년 5월 29일 : 제15대 국회의원 (신한국당/전국구 15번)
- 2000년 5월 30일 ~ 2016년 5월 29일 : 제16대 ~ 제19대 국회의원 (인천 연수구)
- 신한국당 총재비서실장
- 신한국당 선거대책위원회 위원장
- 한나라당 정책위원회 부의장
- 한나라당 법률지원단장
- 한나라당 인권위원회 부위원장
- 한나라당 원내부총무
- 한나라당 사무총장
- 한나라당 원내대표
- 국회운영위원회 위원장
- 한나라당 인천광역시당 위원장
- 한나라당 대표권한대행
- 한나라당 비상대책위원회 위원
- 새누리당 원내대표
- 새누리당 비상대책위원회 위원
- 새누리당 선거대책위원회 공동위원장
- 새누리당 대표최고위원

## 역대 선거 결과
|  | 34.5% |

|  | 52.42% |

|  | 47.15% |

|  | 59.03% |

|  | 53.09% |

|  | 37.92% |

## 소속 정당
| 소속 정당 | 소속 정당  | 소속 기간 | 비고      |
| --------- | ---------- | --------- | --------- |
|           | 신한국당   | 1996~1997 | 정계 입문 |
|           | 한나라당   | 1997~2012 | 합당      |
|           | 새누리당   | 2012~2017 | 당명 변경 |
|           | 자유한국당 | 2012~2017 | 당명 변경 |
|           | 미래통합당 | 2020      | 합당      |
|           | 국민의힘   | 2020~현재 | 당명 변경 |

## 같이 보기
- 대한민국 제15대 국회의원 선거 신한국당 후보 목록#전국구
- 연수구 (선거구)
- 인천 연수구의 국회의원
- 대한민국의 사회부총리
- 대한민국의 교육부 장관

## 저서
- 국가와교회(저서)
- 법에 있어서의 인간(역서)
- 대한국책서설(논문)

## 상훈
- 1996년 6월: 황조근정훈장